# Division bleue

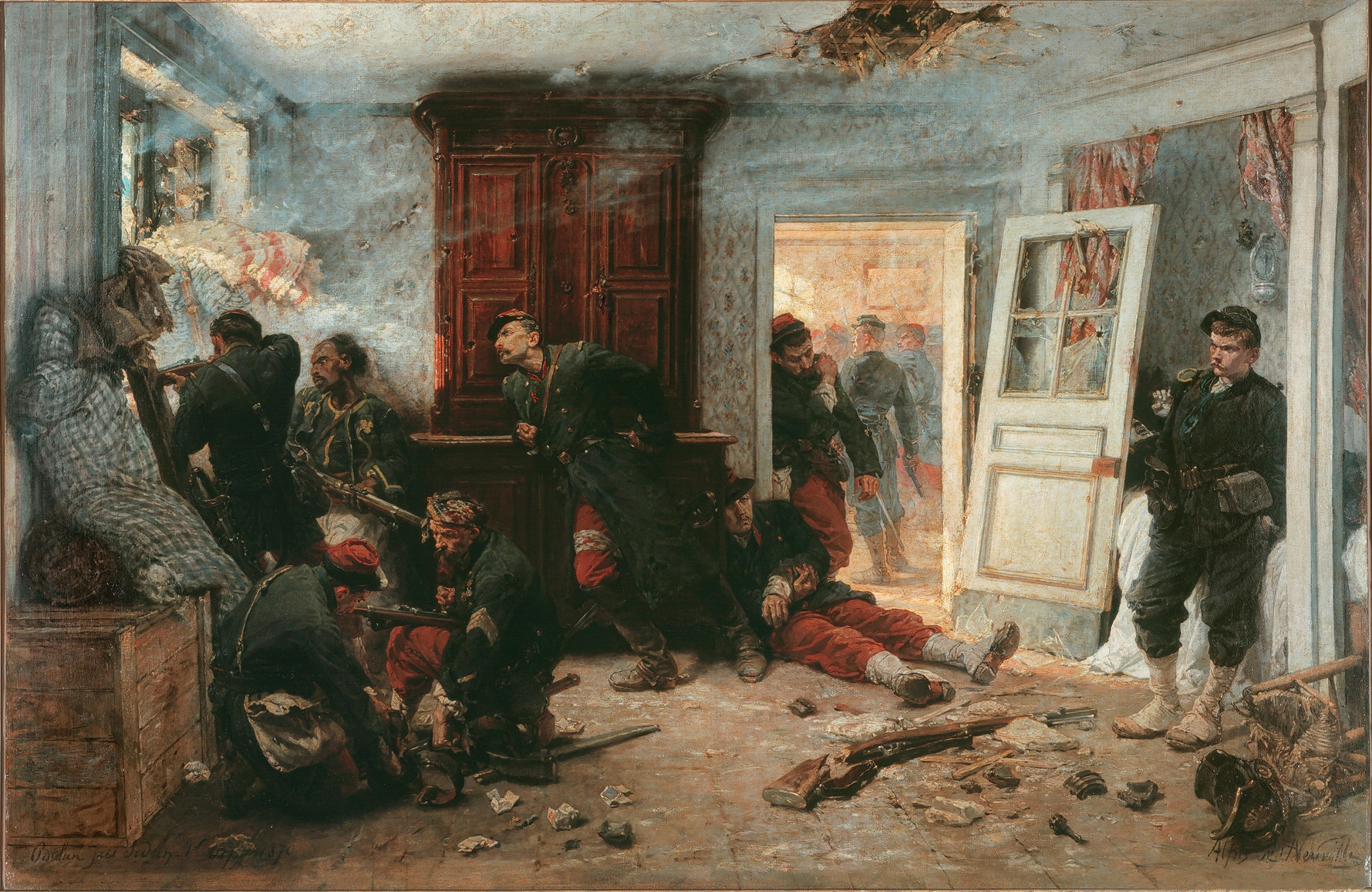
„Les dernières cartouches“ von Alphonse de Neuville

Als Blaue Division (französisch: division bleue) wird die division d’infanterie de marine, die während des Deutsch-Französischen Kriegs 1870 aus Regimentern der Marineinfanterie und der Marineartillerie auf Seiten Frankreichs gebildet wurde, bezeichnet. Die Division unter dem Kommando von General de Vassoigne bestand aus zwei Brigaden. Die 1. Brigade unter dem Kommando von General Reboul wurde aus dem 1. Marineinfanterieregiment aus Cherbourg und dem 4. Marineinfanterieregiment aus Toulon gebildet. Die 2. Brigade unter dem Kommando von General Martin des Pallières bestand aus dem 2. Marineinfanterieregiment aus Brest und dem 3. Marineinfanterieregiment aus Rochefort sowie drei Batterien des 1. Marineartillerieregiments aus Lorient.
Die Blaue Division unterstand dem 12. Armeekorps unter dem Kommando von Barthélémy Louis Joseph Lebrun, das als letzte Einheit in der Schlacht bei Sedan eintraf, nachdem ein letzter Versuch, sich mit General de Wimpffen zurückzuziehen, gescheitert war. Die Division kämpfte in Bazeilles am 31. August und 1. September 1870. Die Stadt wechselte vier Mal den Besitzer, 2.655 Franzosen und 5.200 Bayern starben dabei. Davon inspiriert schuf Alphonse de Neuville das patriotische Gemälde Les dernières cartouches (dt. Die letzten Patronen). Jedes Jahr feiern die Marineinfanteristen den Jahrestag der Schlacht. Zum Abschluss der Zeremonie erklingt der Schlachtruf der Marineinfanterie: Au nom de dieu, vive la coloniale (dt. Im Namen Gottes, es lebe die Koloniale; die Marineinfanterie diente im 19. Jahrhundert als Kolonialtruppe). Die Einheit hat Gott selbst als Schutzpatron.